# Li Ye
Li Ye (xinès: 敬齋)  (Zhongdu, 1192 - Muntanyes de Fenglong, 1279), també transliterat Li Yeh, va ser un matemàtic xinès del segle XII dC.

## Vida i obra
El seu nom de naixement era 李治, Li Zhi, però se'l va canviar pel de 李冶, Li Ye (eliminant un accent) per evitar la confusió amb l'emperador xinès del mateix nom. Era fill d'un secretari de l'emperador i el 1230 va passar l'examen per ingressar al servei civil, però hi va durar poc perquè el 1232, amb l'invasió mongol i el canvi de dinastia, va perdre el lloc de treball i es va haver de refugiar al nord, a la muntanya de Fenglong. El 1271, quan Khublai Khan va arribar al tron imperial, li van oferir un càrrec oficial, però el va rebutjar dos cops. Va morir el 1279 a la muntanya de Fenglong, on se suposa que havia viscut molt humilment fent de mestre.

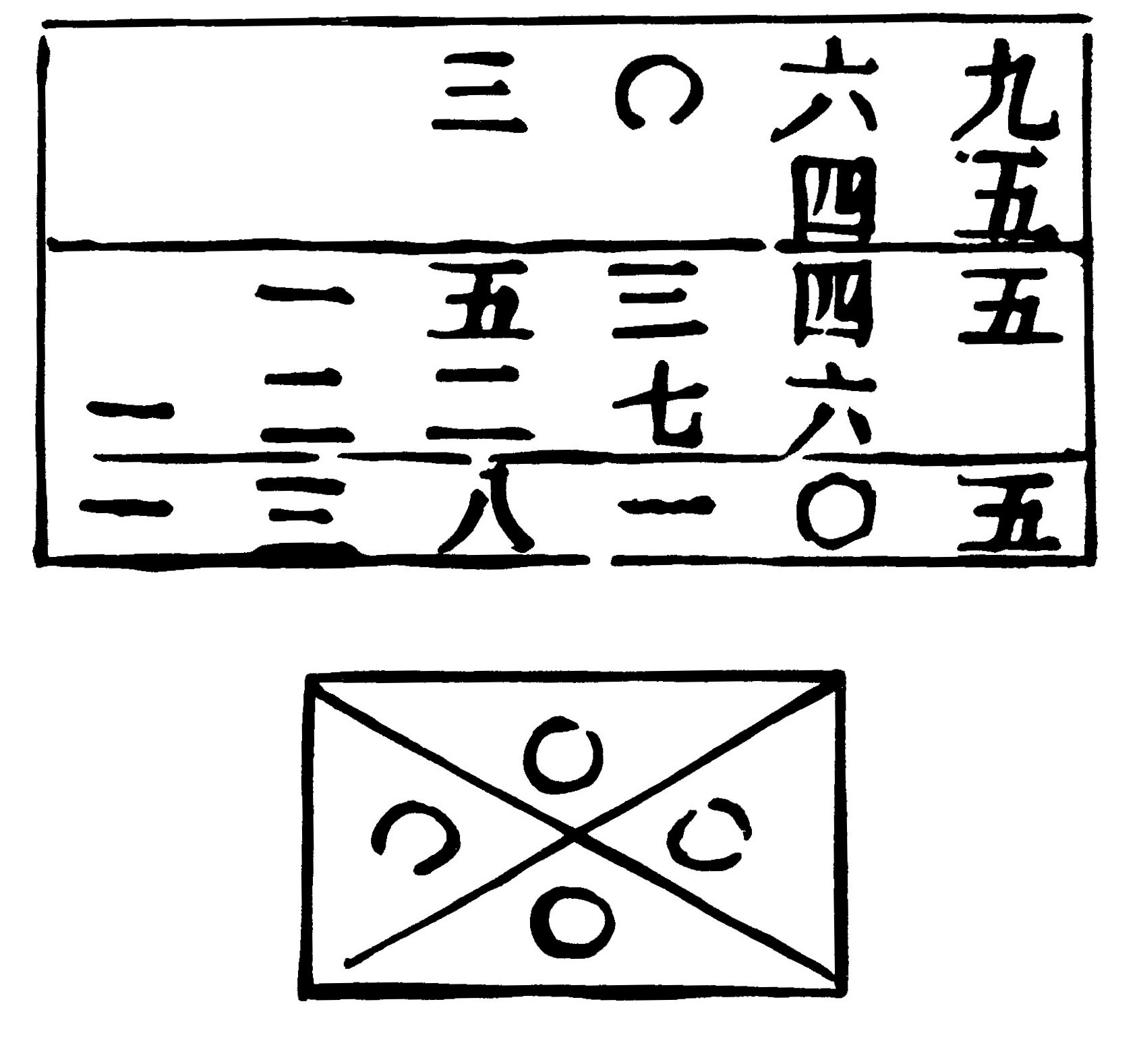
Mostra d'un polinomi cúbic de Li Ye:.

Li Ye és recordat per haver escrit, entre altres obres, dos tractats matemàtics: el 測圓海鏡, Ceyuan Haijing, Mirall marítim circular (1248) i el 益古演段, Yigu Yanduan, Desenvolupament de peces per augmentar la saviesa (1259); també va escriure altres obres literàries (no científiques), però només se'n conserva una, perquè ell mateix va ordenar que es cremessin tots els seus escrits en morir, seguint una tradició taoista.
En aquests llibres matemàtics es mostra detalladament per primera vegada el mètode anomenat tian yuan shu (recurs celestial) per a resoldre equacions. En el segon, el Yigu Yanduan, compost per seixanta quatre problemes sobre àrees de quadrats, rectangles i cercles, fa un compendi dels tres antics procediments per resoldre equacions quadràtiques.
El primer, compost per cent setanta problemes, conté l'evidència més antiga de l'àlgebra polinomial a la Xina.